# Foxtosognus rarus
Foxtosognus rarus (лат.) — вид ракообразных, единственный в составе рода Foxtosognus из семейства Arctokonstantinidae отряда каляноид (Calanoida).

## Этимология
Родовое название Foxtosognus образовано от сочетания имён двух близких родов Foxtonia и Sognocalanus. Видовое название rarus означает «редкий или необычный» и характеризует специфические структурные признаки ротового аппарата у нового вида.

## Распространение
Самка длиной 2,7 мм собрана на глубине около 6 км в Курило-Камчатском желобе (узкая глубоководная впадина в Тихом океане; 45°11' с. ш., 152°28' в. д.). Голотип (коллекционный № 91087) взят из материалов 39-го рейса российской экспедиции научно-исследовательского судна «Витязь» (24.08.1966, ст. 5626, слой облова 5020—6140 м, общая глубина 8750 м, орудие лова — планктонная сеть Богорова-Расса с площадью входного отверстия 1,0 м2).

## Описание
Мелкие ракообразные (длина 2,7 мм). Антеннулы состоят из 23 сегментов. Просома в 2,9 раз длиннее уросомы. От близких видов и родов отличается следующими признаками: семью щетинками второго сегмента эндоподита, а также двумя щетинками пятого сегмента экзоподита мандибулярного щупика; длиной первого сегмента эндоподита (он длиннее второго сегмента); строением максиллулы с дистальным эндитом базиса, на котором отсутствуют щетинки и который отделён от эндоподита, последний с 3 щетинками; 7-8 щетинками прекоксального артрита и 4 щетинками его экзоподита; отсутствием щетинок на прекоксальных эндитах синкоксы максиллипеды и ее эндоподитом из 3 сегментов. Рострум развит (у близких родов Foxtonia и Arctokonstantinus его нет).

## Классификация
Вид был впервые описан в 2008 году зоологом Еленой Мархасевой (Зоологический институт РАН) и выделен в монотипический род Foxtosognus из семейства Arctokonstantinidae.